# 藤原氏宗
藤原 氏宗（ふじわら の うじむね）は、平安時代初期から前期にかけての公卿。藤原北家、中納言・藤原葛野麻呂の子。官位は正三位・右大臣、贈正二位。

## 経歴
淳和朝末の天長9年（832年）上総大掾に任官。
翌天長10年（833年）仁明天皇が即位すると、中務大丞・蔵人・式部大丞を経て、承和5年（838年）従五位下・式部少輔に叙任される。承和7年（840年）左近衛少将に遷ると右少弁も兼ねた。承和9年（842年）4月には来日した渤海使に対して食事の提供を行い、同年10月に従五位上・陸奥守に叙任され受領として任国に赴任した。承和13年（846年）式部少輔に再任されて京官に復すと、衛門権佐を経て、承和15年（848年）には正五位下・春宮亮に叙任されて皇太子・道康親王にも仕える。その後も嘉祥2年（849年）右中弁として弁官に復し、翌嘉祥3年（850年）従四位下に叙せられるなど順調に官途を進めた。
嘉祥3年（850年）4月に春宮亮として仕えていた道康親王の即位（文徳天皇）に伴い蔵人頭（頭弁）に任ぜられると、右近衛中将・右大弁と文武の要職を兼ね、翌仁寿元年12月（852年1月）参議として公卿に列す。文徳朝では議政官として左右中将・検非違使別当・左衛門督・左右大弁と引き続き文武の諸官を兼ねた。
天安2年（858年）清和天皇の即位後に正四位下へ叙せられる。貞観元年（859年）従三位に昇進し、また同年藤原基経の異母妹で後宮に出仕していた藤原淑子を後室に迎える。清和朝では、貞観3年（861年）先任の参議で後に左大臣にまで昇る嵯峨源氏の源融を越えて中納言となると、同じく嵯峨源氏の大納言源定・弘の薨去もあり、貞観6年（864年）権大納言、貞観9年（867年）正三位・大納言と目覚ましい昇進を遂げ、貞観12年（870年）右大臣に至った。なお、この急速な昇進の背景には後宮の実力者であった室・淑子の影響もあったとされる。清和天皇の命により、貞観11年（869年）に『貞観格』を、貞観13年（871年）には『貞観式』を選上。また貞観永宝の鋳造にも関わり、貞観の治と呼ばれる同天皇の治世に大いに貢献した。
右大臣に在任中の貞観14年（872年）2月11日薨御。享年63。最終官位は正三位守右大臣。没後正二位を贈られている。

## 官歴
※ 注記のないものは『六国史』に基づく。
- 天長9年（832年） 正月：上総大掾[2]
- 天長10年（833年） 日付不明：中務大丞[2]。12月：蔵人、式部大丞[2]
- 承和5年（838年） 正月7日：従五位下。1月13日：式部少輔
- 承和7年（840年） 6月10日：右近衛少将[3]。8月22日：兼右少弁[4]
- 承和8年（841年） 正月13日：兼美濃介
- 承和9年（842年） 10月4日：陸奥守[2]。10月5日：従五位上
- 承和13年（846年） 9月14日：式部少輔。12月8日：班山城田使次官
- 承和14年（847年） 2月11日：右衛門権佐。5月：左衛門権佐[2]
- 承和15年（848年） 正月7日：正五位下。2月14日：春宮亮
- 嘉祥2年（849年） 2月27日：右中弁
- 嘉祥3年（850年） 正月7日：従四位下。4月：蔵人頭（頭弁）。5月17日：右近衛中将。11月29日：右大弁[5]
- 仁寿元年（851年） 12月25日：参議[6]
- 仁寿2年（852年） 5月15日：検非違使別当[2]
- 仁寿3年（853年） 正月7日：従四位上。1月16日：左大弁。7月1日：兼近江守
- 仁寿4年（854年） 8月18日：左近衛中将[2]
- 斉衡3年（856年） 8月：兼左衛門督
- 斉衡4年（857年） 4月19日：兼伊予権守
- 天安2年（858年） 11月7日：正四位下
- 天安3年（859年） 正月13日：兼美作守。11月19日：従三位
- 貞観3年（861年） 正月13日：中納言
- 貞観5年（863年） 2月10日：右近衛大将
- 貞観6年（864年） 正月16日：権大納言
- 貞観8年（866年） 12月16日：左近衛大将
- 貞観9年（867年） 正月7日：正三位。2月29日：大納言
- 貞観10年（868年） 5月3日：止左近衛大将
- 貞観11年（869年） 2月1日：東宮傅
- 貞観12年（870年） 正月13日：右大臣
- 貞観14年（872年） 2月7日：薨御（正三位守右大臣）、贈正二位

## 系譜
- 父：藤原葛野麻呂
- 母：和気清麻呂の女
- 妻：藤原淑子 - 藤原長良の女、尚侍、宇多天皇養母
- 妻：菅原門守の女
  - 男子：藤原春景
- 妻：藤原藤成の女
  - 男子：藤原有家
- 妻：丹治明継の女
  - 男子：藤原有文
  - 男子：藤原高範